# Чернышёва, Авдотья Ивановна
Графиня Авдотья (Евдокия) Ивановна Чернышёва, урождённая Ржевская, генеральша, по прозвищу «Авдотья бой-баба», данному ей Петром I (12 февраля 1693 — 17 июня 1747) — одна из любовниц Петра Великого, по словам Вильбоа, «беспорядочным поведением своим имела вредное влияние на здоровье Петра»; мать братьев Чернышёвых — видных фигур правления Екатерины II.

## Биография
Дочь Ивана Ивановича Ржевского и Дарьи Гавриловны (урождённой Соковниной), получившей от Петра шутовской титул «князь-игуменьи»). В 1710 году Авдотья вышла замуж за денщика царя Григория Петровича Чернышёва (1672—1745), в будущем графа, генерал-аншефа, сенатора, Московского генерал-губернатора. В приданое от Петра I получила 4 тысячи душ крестьян, что весьма обогатило жениха, не имевшего собственного состояния. Её муж в собственноручных записках вспоминает об этом событии:
По взятии Выборха и по прибытии оттуда в Питербурх, в 1710 году, [я] женился (38-ми лет), взял Иванову дочь  Ивановича Ржевского, девицу Авдотью; венчали в крепости, в деревянной церкви, во имя святых апостолов Петра и Павла; от церкви ехали в государеве буере, кой называется «Фаворит», а прочие присутствующее при том особы в других буерах, вниз Невою, на Васильевской остров, в дом его светлости генерала-фельдмаршала князя Александра Даниловича Меншикова. И во оном доме был стол; а после стола, из дому его светлости, девицы государыни царевны Екатерина Иоанновна, Анна Иоанновна, отцами: светлейший князь Александр Данилович Меншиков, генерал-адмирал граф Федор Матвеевич Апраксин, другою матерью светлейшая княгиня, Дарья Михайловна Меншикова, Фоншнейдор Павел Иванович Ягушинской, Шафиров; из морских и сухопутных офицеров 12 человек; братья были: канцлер граф Гаврила Иванович Головкин, от гвардии маэор князь Василий Володимирович Долгоруков; сестры: Домна Андреевна Головкина, Сара Ивановна Брюсова.
В 1715 году, через 5 лет после своей свадьбы, Авдотья принимала участие в шутовской церемонии венчания своей матери с «князь-папой» Н. М. Зотовым, бывшим учителем Петра Великого. Авдотья была в польском костюме, а её муж в «асессорском» платье, «с соловьями», особого рода музыкальным инструментом.
Пользуясь большим расположением Петра I, Авдотья оказала влияние на возвышение мужа. Её сыновьям Пётр жаловал «на зубок» деньги и деревни. Более того, члены собственно царской семьи прибегали к её помощи, ходатайствуя перед царем.
Ходили о ней следующие слухи:
Пятнадцатилетней девочкой она была брошена на ложе царя, а в шестнадцать лет Петр выдал её замуж за искавшего повышения по службе офицера Чернышёва и не порывал связи с ней. У Евдокии родилось от царя четыре дочери и три сына; по крайней мере, его называли отцом этих детей. Но, принимая во внимание чересчур легкомысленный нрав Евдокии, отцовские права Петра были более чем сомнительны. Это очень уменьшало её шансы, как фаворитки. Если верить скандальной хронике, ей удалось добиться только знаменитого приказания: «Пойди и выпори Авдотью». Такое приказание было дано её мужу её любовником, заболевшим и считавшим Евдокию виновницей своей болезни.
Болезнь называют такую: «Пётр умер от осложнения пузырного песка болезнью, причинившей смерть Франциску I, королю Франции. Некоторые утверждают, что виновницей этой болезни была госпожа Чернышёва» (Франциск I, собственно, умер от сифилиса) — впрочем, сама Авдотья после смерти Петра рожала детей и прожила ещё двадцать лет, что ставит под сомнение наличие у неё такого страшного диагноза.
В 1717 году её имя фигурирует в деле обезглавленной позже за детоубийство Марии Гамильтон, с которой Петр также спал. Новый любовник Марии, царский денщик Иван Орлов, стал изменять ей с Авдотьей. Желая унизить соперницу, Мария как-то рассказала любовнику, что Чернышёва, мол, говорила с каким-то денщиком об императрице Екатерине, что та ест воск, и оттого у неё на лице угри. Затем она рассказала придворным дамам, что об этом с Чернышёвой говорил сам Орлов. Вернувшийся из командировки Орлов с ужасом узнал, какие о нём ходят сплетни и кинулся в ноги императрицы. Екатерина, до которой эти сплетни не дошли, была удивлена, призвали Гамильтон, которая сначала отнекивалась, что пустила слух, потом, когда «её побили», призналась. Началось следствие, которое выявило на свет факт абортов Гамильтон и убийства ею новорожденного, и в итоге привело её к казни. Чернышёву следствие никак не затронуло.

### Зрелые годы
При восшествии на престол Анны Иоанновны Авдотья была назначена в число восьми статс-дам (3 мая 1730). Пользовалась большим расположением новой императрицы за умение рассказывать анекдоты и новости.
Анна Иоанновна весьма благоволила к статс-даме графине Авдотье Ивановне Чернышёвой, умевшей хорошо разсказывать разныя городския новости и анекдоты; но несмотря на это никогда не позволяла ей садиться при себе. Однажды Чернышёва, разговаривая с императрицей, почувствовала себя не хорошо и едва могла стоять на ногах. Анна Иоанновна, заметив это, сказала своей собеседнице: «ты можешь опереться на стол, служанка заслонит тебя и, таким образом, я не буду видеть твоей позы».
При новой императрице, Елизавете Петровне, сохранила своё влияние — её муж получил графское достоинство (1742) и Андреевскую ленту.
Овдовев (1745 год), Чернышёва удалилась от двора и через два года скончалась. Погребена в Александро-Невской лавре.

## Изображения
- Упоминаются портреты Авдотьи и её супруга кисти Ивана Никитина.

## Дети[4][9]
1. Наталья Григорьевна (5 апреля 1711 — 1 декабрь 1760), с 1734 года замужем за князем Михаилом Андреевичем Белосельским (1702—1755)
2. Чернышёв, Пётр Григорьевич (1712—1773) — дипломат, был посланником, при дворах: Датском, Прусском и Великобританском, и послом при дворе Французском. Женат на Екатерине, дочери Андрея Ушакова
3. Григорий Григорьевич (1717—1750) — бригадир
4. Чернышёв, Захар Григорьевич (1722—1784) — известный военачальник. Женат на Анне Родионовне Ведель.
5. Анна Григорьевна (9 сентября 1724 — 28 сентябрь 1770) — за статским советником князем Федором Сергеевичем Голицыным
6. Чернышёв, Иван Григорьевич (1726/1717[10] — 1797) — генерал-фельдмаршал по флоту при императоре Павле. 1-й брак — с Елизаветой Осиповной Ефимовской, 2-й — с Анной Александровной Истленьевой.
7. Екатерина Григорьевна (1715/8 сентября 1734 — 21 августа 1791). За майором Николаем Кирилловичем Матюшкиным (1739), во втором браке — за генералом П. Гр. Племянниковым
8. Марья Григорьевна — за князем Михаилом Дебрянским

- Наталья
- Петр
- Захар
- Иван